# Links 2-3-4
Links 2-3-4 (niem. Lewa 2-3-4) – utwór niemieckiej grupy Rammstein pochodzący z trzeciego albumu zespołu, zatytułowanego Mutter (2001).
Słowa piosenki są odpowiedzią na zarzuty kierowane w kierunku muzyków, iż popierają faszyzm. W utworze padają słowa "(mein Herz) schlägt es links" - "(moje serce) bije na lewo", co znaczy iż wyznają lewicowe poglądy.
Teledysk przedstawia wygenerowaną komputerowo walkę kolonii mrówek z chrząszczem.

## Spis utworów
Maxi singiel
1. Links 2-3-4 (3:36)
2. Halleluja  (3:45)
3. Links 2-3-4 (Clawfinger Geradeaus Remix) (4:28)
4. Links 2-3-4 (Westbam Technoelectro Mix) (5:57)
5. Links 2-3-4 (Westbam Hard Rock Cafe Bonus Mix) (3:43)

Meksykański Cardsleeve
1. Links 2-3-4
2. Halleluja

DVD single
1. Links 2-3-4 (Audio)
2. Halleluja (Audio)
3. Links 2-3-4 (Clawfinger Geradeaus Remix) (Audio)
4. Links 2-3-4 (Westbam Technoelectro Mix) (Audio)
5. Links 2-3-4 (Westbam Hard Rock Cafe Bonus Mix) (Audio)
6. Links 2-3-4 (Video)
7. Making of Links 2-3-4 (Video)